# Mutua Madrileña Masters Madrid 2002
Mutua Madrileña Masters Madrid 2002 — тенісний турнір, що проходив на кортах з твердим покриттям у місті Мадрид, Іспанія з 14 жовтня . Належав до категорії Tennis Masters Series.

## Фінальна частина

### Одиночний розряд
Андре Агассі —  Їржі Новак (тенісист) W/O

### Парний розряд
Марк Ноулз (тенісист) /  Деніел Нестор —  Магеш Бгупаті /  Максим Мирний 6–3, 7–5, 6–0